# 스튜디오 히바리
스튜디오 히바리(일본어: スタジオ雲雀, 영어: Studio Hibari)는 일본의 애니메이션 제작사이다. 2006년, 3DCG 부문을 라크스 엔터테인먼트로 분사화하였으며, 2011년 무렵에는 애니메이션 제작팀 Lerche를 결성하였다. 2020년 8월 17일에는 작화 스튜디오 인그레사를 조직 개편하여 스튜디오 히바리 오사카 스튜디오를 개설하였다.